# Jean-Jules Richard
Pour les articles homonymes, voir Richard.
Œuvres principales
- Neuf jours de haine
- Le Feu dans l'amiante
- Faites-leur boire le fleuve

Jean-Jules Richard est un romancier et nouvelliste québécois, né le 18 août 1911 à Saint-Raphaël-de-Bellechasse (non loin de la ville de Québec) et mort le 3 mai 1975 à Montréal.

## Biographie
Après avoir commencé son cours classique, il abandonne les études pour vivre en marge de la société, voyageant entre Québec et Vancouver, dormant à la belle étoile et travaillant dans les camps de travail qui avaient été créés pour répondre à la dépression des années 1930, se faisant même arrêter pour « sédition et conspiration ». Il abjure officiellement la religion catholique et, sous l’influence du romancier Jean-Charles Harvey, alors directeur de l'hebdomadaire Le Jour, il commence à rédiger des chroniques littéraires dans divers journaux et revues. Engagé volontaire dans l'armée canadienne, il participe à la Seconde Guerre mondiale où il est blessé. Il est rapatrié en 1946 et, bénéficiaire d'une allocation d'ancien combattant, il décide de se consacrer à l'écriture.
Le premier roman de Jean-Jules Richard Neuf jours de haine, publié en 1948, lui assure une célébrité immédiate. Il y montre des personnages héroïques sur le champ de bataille, mais révoltés contre les valeurs militaires:
« La fatigue, la faim. Puis la haine leur saute à la gorge. Dans ces moments de désespoir, la haine surgit toujours. La haine des nazis et de l'Europe entière. La haine des principes de la diplomatie. La haine des politiciens et de leurs adeptes. La haine de la divinité absente. La haine du militarisme et des supérieurs. L'animosité envers les sous-officiers. (...) La haine de soi-même volontaire, aventurier leurré par la propagandes des trafiqueurs de chair. La haine de tout et la haine de la haine qui fait souffrir. »
C'est l'un des très rares romans de guerre de la littérature québécoise Il sera suivi d'un recueil de nouvelles, Ville rouge (1949), qui passe inaperçu.
Son deuxième roman Le Feu dans l’amiante paraît en 1956 et renoue avec le genre épique de Neuf jours de haine, à la différence près que les soldats sont remplacés par les mineurs révoltés de la longue grève de l'amiante qui secoua le Québec en 1949-50. Même violence dans les chocs entre forces policières et grévistes, même rejet de toutes les institutions représentant le pouvoir (le patronat, la police, l'Église...). Le livre publié à compte d'auteur connaîtra une reconnaissance tardive quand la Révolution tranquille aura transformé la grève de l'amiante en événement déclencheur de la naissance du Québec moderne (Réédition-Québec, 1971).
Après une longue période de silence parait Journal d'un hobo (1965) qui questionnera le conservatisme moral et sexuel en mettant en scène un héros androgyne traversant le Canada d’est en ouest à la manière des hippies. Cet ouvrage écrit à la première personne fait l’éloge de la liberté sexuelle (y compris l'homosexualité) qui est présentée comme condition obligée à toute véritable transformation de la société.
Une série de romans et de nouvelles suivront qui s'inspirent de la vie quotidienne ou de l'histoire, dont Faites-leur boire le fleuve, roman lauréat du Prix Jean-Béraud en 1970. Pourtant, Jean-Jules Richard n'obtient plus le succès de ses premiers romans, même parmi ses pairs. Son anticonformisme, son style inclassable en font un écrivain à part. Un temps proche du communisme, il ne se rallie pas au nationalisme dominant dans les lettres québécoises, ce qui accentue son isolement. 
Parallèlement à sa carrière d'écrivain, il est journaliste à la pige et employé à la Télévision de Radio-Canada. 
Son dernier roman, La Femme du portage, est publié à titre de roman posthume en 1994.
Le fonds d'archives de Jean-Jules Richard est conservé au centre d'archives de Montréal de Bibliothèque et Archives nationales du Québec.

## Œuvre

### Romans
- Neuf jours de haine, Montréal, Éditions de l'Arbre, 1948, 352 p. ; réédition, Montréal, Cercle du livre de France, 1968 ; réédition, Montréal, L'Actuelle, 1972 ; réédition, Montréal, Bibliothèque québécoise, 1999
- Le Feu dans l'amiante, Canada, Chezlauteur, 1956, 287 p. ; réédition, Montréal, Réédition-Québec, 1971
- Journal d'un hobo : l'air est bon à manger, Montréal, Éditions Parti pris, 1965, 292 p.
- Faites-leur boire le fleuve, Montréal, Cercle du livre de France, 1970, 302 p.
- Exovide, Louis Riel (roman historique), Montréal, Éditions La Presse, 1972, 260 p.
- Comment réussir à 50 ans (roman d'humour), Montréal, Éditions Vert blanc rouge / Éditions de l'Heure, 1973, 168 p.
- Centre-ville, Montréal, L'Actuelle, 1973, 232 p.
- Pièges, Montréal, L'Actuelle, 1973, 173 p.
- Le Voyage en rond, Montréal, Cercle du livre de France, 1973, 295 p.
- La Femme du Portage, Montréal, L'Hexagone, coll. « Fictions », 1994, 250 p.

### Recueil de nouvelles
- Ville rouge, Montréal, Éditions Tranquille, 1949, 283 p. ; réédition, Montréal, Leméac, 1976
- Carré Saint-Louis, Montréal, L'Actuelle, 1971, 252 p.

## Honneurs
- 1970 : Prix Jean-Béraud pour Faites-leur boire le fleuve

## Sources
- Valérie Beaulieu, « Figures du héros dans la représentation de la Seconde Guerre mondiale au Québec: redéfinitions et déplacements », mémoire de maîtrise en littérature comparée, Université de Montréal, septembre 2008. lire en ligne
- Mark Benson, « Le Combat de Jean-Jules Richard : Le Feu dans l’amiante », @nalyses, Dossiers, Identité et altérité, mis à jour le  10/03/2011. lire en ligne
- Jean-Louis Lessard, « Neuf jours de haine », Laurentiana, 10 janvier 2009. lire en ligne
- Réginal Martel, « Jean-Jules Richard au présent (entretien avec Réginal Martel) », Liberté, Vol. 14, no 3, (81) 1972, p. 40-52.
- Élisabeth Nardout-Lafarge, « Stratégies d’une mise à distance : la Deuxième Guerre mondiale dans les textes québécois », Études françaises, vol. 27, no 2,‎ automne 1991, p. 43-60 (lire en ligne)
- Jacques Pelletier, « Trop c’est trop : sur les derniers romans de Richard », Liberté, vol. 16, no 2 (92), 1974, p. 104-106.
- Jacques Rouillard, « La Grève de l’amiante, mythe et symbolique », L’Action nationale, septembre 1999, p. 33–43. lire en ligne
- Victor-Laurent Tremblay, « L’Androgyne dans Journal d’un hobo de Jean-Jules Richard », SCL-ÉLC, Volume 21, Number 2 (1996). lire en ligne
- Victor-Laurent Tremblay, « L’Ambiguïté de Neuf Jours de haine : Roman de guerre dionysiaque et canadien ? », SCL-ÉLC, Volume 27, Number 2 (2002). lire en ligne